# Cucullia lucida
Cucullia lucida är en fjärilsart som beskrevs av Ronkay 1987. Cucullia lucida ingår i släktet Cucullia och familjen nattflyn. Inga underarter finns listade i Catalogue of Life.